# Битка у Филипинском мору
Битка у Филипинском мору (енгл. Battle of the Philippine Sea), вођена 19-20. јуна 1944, била је америчка победа током рата на Пацифику.

## Позадина
Филипинско море је део Тихог океана између Филипина, Тајвана, Рјукју острва, Шикокуа, јужних обала острва Хоншу, Бонинских острва, Маријанских острва и острва Палау. На десант јединица САД на острво Сајпан у јуну 1944 (током битке за Маријанска острва), Јапанци су реаговали концентрацијом готово свих поморских снага у намери да спрече противника да овлада базама са којих непосредно може да угрози Јапан и његове везе са окупираним подручјима јужног Пацифика.

### Јапанске снаге и планови
Пошто су се јапанска 2. флота (бојни бродови) и 3. флота (носачи авиона) ујединиле 16. јуна у Филипинском мору, око 300 миља источно од острва Самара, флотне снаге су образовале два одреда: одред носача авиона (6 носача, 1 крстарица и 15 разарача) под непосредном командом адмирала Џизабуро Озаве, који је уједно командовао читавом флотом, и одред главнине (2 дивизиона бојних бродова, 1 дивизија носача авиона, 3 дивизије крстарица и 10 разарача) под командом адмирала Таке Курите. У заштити флотног трена (6 танкера) налазило се још 6 разарача. Јапански план предвиђао је уништење америчке 58. оперативне ескадре (енгл. Task Force 58), која је вршила шире обезбеђење десанта на Сајпан, снажним ударом авијације, после чега би се извршио напад на десантне снаге. Поред 430 авиона са носача, Озава је имао за непосредно садејство око 480 авиона са база на Маријанским острвима и за посредну подршку још 500 авиона из осталих јапанских база. Напад је требало извршити са велике даљине, како авиони са америчких носача не би могли да узврате удар. Јапански авиони би се по извршеном нападу спустили на острво Гвам или Рота и попунили горивом.

### Америчке снаге
Иако је 14. јуна био обавештен о пролазу јапанских снага кроз теснац Сан Бернардино и о њиховом наступању ка Маријанским острвима, командант америчке 5. флоте, адмирал Рејмонд Спруенс, није своје снаге шире подршке упутио у сусрет непријатељу да би му наметнуо битку што даље од јапанских ваздухопловних база на Маријанским острвима. Он је 18. јуна изјутра ојачану 58. оперативну ескадру под командом адмирала Марка Мичера (8 тешких и 7 лаких носача авиона са око 890 авиона, 7 бојних бродова, 8 тешких и 13 лаких крстарица, 69 разарача) поставио на позицију око 150 миља западно од Сајпана. Пошто су током 18. јуна извиђања из ваздуха на 500-600 миља од места десанта остала без резултата, Спруенс је ноћу18/19. јуна повукао састав адмирала Мичера за још 50 миља ка Маријанским острвима, па је 19. јуна примио битку под условима које су управо Јапанци предвидели. Претпостављајући на основу искуства из ранијих борби да да откривени јапански бродови можда представљају помоћне снаге, док се главнина може појавити и напасти десантне снаге из неког другог правца, Спруенс је решио да 58. ескадру задржи у близини Сајпана и обезбеди десантну операцију, што му је и био главни задатак.

## Битка

### Јапански напад (19. јуна)
Пошто су га извиђачки авиони базирани на Маријанским острвима обавестили о положају америчких бродова, Озава је са позиције око 400 миља западно од америчке флоте упутио у напад прве таласе авиона рано изјутра 19. јуна. Амерички радари открили су непријатељске формације на око 130 миља, па су ловци са носача благовремено упућени да пресретну Јапанце. Овај јапански напад на америчку флоту, дотад најјачи по броју ангажованих бродова, трајао је 6 часова. Свега 40 јапанских авиона успело је да се пробије кроз ловачку заштиту, а резултат њиховог дејства био је незнатан. Оштећени су бојни бродови Јужна Дакота и Индијана, два носача авиона и једна крстарица, али нису избачени из строја. У ваздушним борбама које су се водиле северозападно, западно и јужно од америчке флоте, над острвом Гвам, одакле су авиони, такође, упућивани у напад и на чије аеродроме су слетали јапански авиони са носача, Јапанци су претрпели тежак пораз (изгубили су 366, а оборили свега 26 америчких авиона). Дејством америчке бродске артиљерије и ударима авијације по аеродромима на острву Гвам уништено је још 36 јапанских авиона. Тежак ударац нанеле су тога дана Јапанцима и америчке подморнице Албакор и Кавала. Прва је у 9 часова торпедовала носач авиона Таихо, који је око 17 часова и 30 минута експлодирао и потонуо са читавом посадом и иѕвесним бројем авиона. Три сата касније друга подморница је са 4 торпеда потопила носач авиона Шокаку. Тако су Јапанци већ у почетку битке имали само један тешки носач авиона.

### Амерички противнапад (20. јуна)
У 19 часова Спруенс је главнину 58. оперативне ескадре упутио ка западу, док је слабије снаге задржао у близини Сајпана да штите десантне снаге и онемогуће Јапанцима употребу аеродрома на острву Гвам. Намера му је била да рано изјутра 20. јуна пронађе и нападне јапанску флоту. Јутарње извиђање није дало никакве резултате, пошто се Озава повукао према северозападу, да би попунио гориво из танкера који су га пратили. Јапански састав је откривен тек после 15 часова, на око 650 миља северозападно од Гвама. Флоте су у том тренутку биле међусобно удаљене преко 300 миља. Мичер је одмах упутио у напад 216 авиона. Слаба ловачка заштита јапанских бродова (35 ловачких авиона) није била у стању да заустави нападаче. У кратком времену које је преостало до мрака, амерички бомбардери и торпедни авиони потопили су носач авиона Хијо и 2 велика танкера, теже оштетили носаче Џунајо, Зуикаку и Чиџода, бојни крсташ Харуна и 1 танкер, а лакше 1 крстарицу и 1 носач авиона. Истовремено, ловачка пратња оборила је око 20 јапанских авиона. Американци су у нападу претрпели сразмерно мале губитке (20 авиона), али им је око 80 авиона страдало при повратку (већина пилота није имала искуства у слетању ноћу, а залихе горива биле су на измаку).

### Јапанско повлачење
Озава је изгубио сваку наду да ће после попуне горивом моћи да обнови напад и спречи Американце да заузму Сајпан, па се повукао према Окинави. Американци су предузели гоњење тек око 23 часа, пошто је завршено спасавање пилота, који су присилно слетели на море. Спруенс, наиме, није знао да су Таихо и Шокаку потопљени и да су Јапанци остали готово без носача авиона, па није одмах по паду мрака упутио бојне бродове да гоне противника. Веровао је да ће благовремено стићи, а потом дотући Озавину флоту, која ће због оштећених бродова морати да плови споро. Али, јапански бродови су још увек пловили великом брзином - у зору 21. јуна били су удаљени од америчке флоте око 340 миља. Пошто су залихе горива биле на измаку, Американци су морали прекинути гоњење.

## Последице
У овој највећој бици носача авиона Јапанци су претрпели такав пораз да се до краја рата нису опоравили. Изгубили су готово читаву флотну авијацију (426 авиона), 3 носача авиона и 2 танкера, док су им многи бродови теже или лакше оштећени. Америчка победа извојевана је претежно дефанзивним дејствима (19. јуна), а резултат је пре свега боље обучености америчких пилота и успешног дејства подморница. Американци су изгубили свега 130 авиона, али је знатан део њихових пилота спашен.